# Charlotte Hall
Charlotte Hall es un lugar designado por el censo ubicado en el condado de Saint Mary en el estado estadounidense de Maryland. En el Censo de 2010 tenía una población de 1420 habitantes y una densidad poblacional de 108,03 personas por km².

## Geografía
Charlotte Hall se encuentra ubicado en las coordenadas 38°28′6″N 76°46′58″O / 38.46833, -76.78278. Según la Oficina del Censo de los Estados Unidos, Charlotte Hall tiene una superficie total de 13.14 km², de la cual 13.12 km² corresponden a tierra firme y (0.18%) 0.02 km² es agua.

## Demografía
Según el censo de 2010, había 1420 personas residiendo en Charlotte Hall. La densidad de población era de 108,03 hab./km². De los 1420 habitantes, Charlotte Hall estaba compuesto por el 78.1% blancos, el 18.45% eran afroamericanos, el 0.49% eran amerindios, el 0.7% eran asiáticos, el 0.21% eran isleños del Pacífico, el 0.42% eran de otras razas y el 1.62% pertenecían a dos o más razas. Del total de la población el 1.76% eran hispanos o latinos de cualquier raza.